# Igor Picușceac
Igor Picușceac, född den 27 mars 1983 i Tiraspol, är en moldavisk före detta fotbollsspelare. Han spelade för Moldaviens fotbollslandslag och på klubblagssidan bland annat för ryska FK Krasnodar och Amkar Perm.
Picușceac gjorde sitt första mål för Moldavien i en 1–2-förlust mot Israel i en kvalmatch i Kvalet till Fotbolls-VM 2010.